# Паренхима
Паренхи́ма (также паре́нхима) (др.-греч. παρέγχυμα, буквально — излившееся рядом):
- в медицине — функционально-активные эпителиальные клетки, являющиеся основными структурно-функциональными элементами внутреннего паренхиматозного органа, лежат в петлях соединительнотканой (ретикулярной) стромы, снаружи покрыты капсулой из плотной волокнистой оформленной соединительной ткани (например, эпителий печени, почек, лёгких и др.)[1]. Термином «паренхима» в его морфологическом смысле древние греки называли печень, описывая её как массу свернувшейся крови в брюшной полости трупа, а не как отдельный орган. Этот термин был введён Эрасистратом (IV—III вв. до н. э.) [2];
- в биологии — ткань внутренней среды многоклеточных организмов,  состоящая из приблизительно одинаковых неполяризованных клеток. Также используется для опоры. Ткани, классифицируемые как паренхиматозные, встречаются у сосудистых растений и у представителей ряда групп многоклеточных животных и губок.

## Паренхиматозные ткани у сосудистых растений
- Аэренхима
- Запасающая паренхима

## Паренхиматозные ткани у многоклеточных животных
- Пищеварительная паренхима бескишечных турбеллярий.
- Мезенхима иглокожих и хордовых.